# Ștefan Vellescu
Ștefan Vellescu (n. 26 decembrie 1838, Craiova, Țara Românească – d. 2 octombrie 1899, București, România) a fost un actor și regizor român.
Elev al lui Matei Millo și Mihail Pascaly și, la Paris, al lui Régnier, părăsește curând scena pentru a se dedica predării artei dramatice la Conservatorul din București. A fost profesorul  lui Grigore Manolescu, Constantin Nottara, Aristizza Romanescu, Ion Brezeanu, Vasile Toneanu, Petre Liciu etc. Adversar convins al manierismului (academic sau romantic), a evoluat pe linia realismului interpretării.
Promotor al literaturii dramatice originale, istoriograf și memorialist al teatrului, în ultimii ani de viață, ca subdirector al Teatrului național din București, și-a îmbinat activitatea profesorală cu cea de regizor.
A decedat în 1899 și a fost înmormântat în Cimitirul Bellu.